# Losss
(Björk su Losss in un'intervista per Pitchfork)
Losss è un brano appartenente all'album Utopia della cantautrice islandese Björk. Il brano è stato scritto e prodotto dalla stessa Björk insieme ad Arca.
In un'intervista per Pitchfork, Björk ha affermato di considerare Losss come una continuazione dei temi proposti nel suo album precedente, Vulnicura, avendo provato esperienze di perdita personale ed avendole reinterpretate in larga scala.
Dal punto di vista sonoro, Björk ha descritto la canzone come una "giovane musica gotica" e l'ha paragonata al singolo Pagan Poetry del suo album Vespertine (2001).

## Descrizione
Nella prima strofa Björk ritrae la condizione della perdita come un'esperienza che accomuna tutti («We all are struggling, [...] suffered loss»).
E tuttavia la perdita è un'assenza che può lentamente far "rifiorire" e anche se il dolore permarrà, arriverà un senso di soddisfazione: la cantante ha aperto il suo cuore per l'amante, la sua spina dorsale si è incurvata "eroticamente", si è resa vulnerabile, il suo petto è tenue e non ha permesso il dolore della perdita. C'è dunque l'invito a risollevarsi dalla sofferenza: «Dimentico, il passato è schiavitù / la libertà afrodisiaca».
Il petto è un evidente riferimento a Vulnicura, il cui emblema era appunto la "chest wound", la ferita al petto che Björk ha cercato di rimarginare. Adesso la ferita non è ancora guarita, ma come in The Gate essa può diventare il varco da aprire ad un nuovo amore.
Nell'ultima strofa vi è infine il richiamo alla natura: la cantante ha "legato nastri alle caviglie", ha disegnato orchidee sopra le proprie cosce.
In occasione del Björk Orkestral, serie di concerti del 2021 in cui ha celebrato la sua carriera, Björk ha affermato sulla canzone:

## Video musicale
Il video musicale di Losss è stato rilasciato sul canale YouTube della cantante il 6 agosto 2019, per celebrare l'uscita delle prime date europee del residency show Cornucopia (il video è anche un backdrop utilizzato per i concerti). Il video, diretto dal digital designer Tobias Gremmler, ritrae - come per Tabula Rasa - un avatar di Björk in metamorfosi continua, che talvolta interloquisce con un proprio simile.
In occasione dell'uscita del disco, la cantante ha scritto: